# RSS-Parser
Ein RSS-Parser ist ein spezieller Typ von Parser, der den Inhalt eines RSS-Web-Feeds ausliest, um ihn anschließend entweder für eine Webseite oder andere Medien aufzubereiten. RSS-Parser werden hauptsächlich als Bestandteil von Feedreadern eingesetzt.

## Funktionsweise
Beim Einbinden von Informationen aus einem RSS-Feed in eine Webseite greift der RSS-Parser direkt auf den gewünschten RSS-Feed zu (Maschine-zu-Maschine). Die relevanten Informationen wie Titel, URL usw. werden vom Parser ausgelesen und können anschließend direkt als Text weiterverarbeitet werden. Der Vorteil dieser Technik ist die sehr einfache Verwendung. Der vom Parser zurückgegebene Text kann beliebig formatiert (zum Beispiel mittels CSS) und in eine Webseite eingebunden werden.

## Software mit Parser-Funktionen (Auswahl)
Die nachfolgende Aufstellung erhält eine Liste von Programmen (ohne Anspruch auf Vollständigkeit), die RSS-Code parsen kann:
- Die meisten Webbrowser verstehen die sogenannten „dynamischen Lesezeichen“, bei denen ein RSS-Feed als Lesezeichen dargestellt wird, beispielsweise Mozilla Firefox, Microsofts Internet Explorer oder Opera. – Apples Safari hingegen stellte die Funktion wieder ein und neuere Webbrowser wie Google Chrome und der auf dessen HTML-Renderer basierende Vivaldi unterstützen RSS nur über sogenannte „Erweiterungen“.[1]
- Viele neuere E-Mail-Programme verwerten den RSS-Feed ähnlich ihrem Nachrichten-Handling – also (nach Angeboten) in Ordnern und als jeweilige „Nachricht“ (pro RSS-News). Hier reicht das Angebot von kostenfreier Lösung via GNUs bis zur kommerziellen Lösung in Outlook, oder Lotus Notes.
- Einige Handy-Hersteller bieten RSS-Reader über ihre integrierten Browser oder Nachrichtenprogramme an und können dort als sogenannte „Offline-Nachricht“ mit der Synchronisationssoftware zum „mitnehmen“ auf das Gerät geladen werden, somit also auch später offline gelesen werden.
- Es gibt diverse HTML-, Java- oder PHP-Quelltexte, um die RSS-Feeds Dritter in der eigenen Webseite einbinden zu können.